# Aristónico de Alejandría
Aristónico de Alejandría (griego, Ἀριστόνικος Aristonikos; lat., Aristonicus) fue un destacado gramático griego que vivió en el tiempo de Augusto y Tiberio, y fue también contemporáneo de Estrabón. Enseñó en Roma, y escribió comentarios y tratados gramaticales.

## Obras
Es citado como autor de varios trabajos, en su mayoría relacionados con los poemas homéricos.
- Menelao errante (περὶ τῆς Μενελάου πλάνης)[2]
- Sobre los indicios críticos de la Ilíada y la Odisea (περὶ τῶν σημείων τῆς Ἰλιάδος καὶ Ὀδυσσείας), que trata de algunos detalles mínimos por los que los críticos de Alejandría detectaron versos sospechosos o interpolados en los poemas homéricos y en la Teogonía de Hesíodo [3]
- Sobre las palabras antigramaticales (ἀσυντάκτων ὀνομάτων βιβλία), un trabajo de seis libros sobre construcciones gramaticales irregulares en Homero.[4][5]

Estos y algunos otros trabajos se han perdido, con la excepción de fragmentos preservados en los pasajes a que se ha hecho referencia antes. Los más importantes fragmentos de su trabajo son, largamente, los preservados en el códice Venetus A, manuscrito de la Ilíada que se conserva en la Biblioteca Marciana de Venecia.

## Ediciones
- Escolios de la Ilíada 
  - ERBSE, Hartmut:[7] Scholia Graeca in Homeri Iliadem, en 7 vol., Berlín, 1969-88.
- Obra de Aristónico reconstruida a partir de los escolios de la Ilíada.  
  - FRIEDLÄNDER, L.: Aristonici Alexandrini περὶ σημείων Ιλιάδος reliquiae emendatiores, reimpresión (Ámsterdam) 1965 [1853],
    - Reproducción electrónica del trabajo de Friedländer en el sitio Books, para leer directamente o como archivo en PDF.